# Olympische Sommerspiele 2000/Teilnehmer (Venezuela)
| Gelbes Symbol für Goldmedaillen mit stilisierten Olympischen Ringen | Graues Symbol für Silbermedaillen mit stilisierten Olympischen Ringen | Braundes Symbol für Bronzemedaillen mit stilisierten Olympischen Ringen |
| ------------------------------------------------------------------- | --------------------------------------------------------------------- | ----------------------------------------------------------------------- |
| —                                                                   | —                                                                     | —                                                                       |

Venezuela nahm an den Olympischen Sommerspielen 2000 in Sydney, Australien, mit einer Delegation von 50 Sportlern (36 Männer und 14 Frauen) teil.

## Teilnehmer nach Sportarten

### Boxen
- José Luís Varela
Halbfliegengewicht: 17. Platz

- Nehomar Cermeño
Bantamgewicht: 9. Platz

- Patriz López
Leichtgewicht: 9. Platz

- Patriz López
Halbmittelgewicht: 9. Platz

### Fechten
- Carlos Rodríguez
Florett, Einzel: 13. Platz

### Gewichtheben
- Julio Luna
Leichtschwergewicht: 8. Platz

- Karla Fernández
Frauen, Federgewicht: 9. Platz

### Judo
- Reiver Alvarenga
Superleichtgewicht: 2. Runde

- Ludwig Ortíz
Halbleichtgewicht: 2. Runde

- Eduardo Manglés
Leichtgewicht: 2. Runde

- Hermágoras Manglés
Halbmittelgewicht: 2. Runde

- Luis René López
Mittelgewicht: 1. Runde

- Luís Gregorio López
Halbschwergewicht: 1. Runde

- Jackelin Díaz
Frauen, Halbleichtgewicht: 1. Runde

- Xiomara Griffith
Frauen, Mittelgewicht: 1. Runde

### Leichtathletik
- Carlos Tarazona
Marathon: 40. Platz

- José Alejandro Semprún
Marathon: 79. Platz

- Juan Alberto Morillo
4 × 100 Meter: Vorläufe

- José Peña
4 × 100 Meter: Vorläufe

- José Carabalí
4 × 100 Meter: Vorläufe

- Hely Ollarves
4 × 100 Meter: Vorläufe

### Radsport
- Omar Enrique Pumar
Straßenrennen, Einzel: 49. Platz

- Manuel Guevara
Straßenrennen, Einzel: 82. Platz

- Carlos Alberto Moya
Straßenrennen, Einzel: 83. Platz

- Alexis Méndez
Straßenrennen, Einzel: 87. Platz

- Daniela Larreal
Frauen, Sprint: 8. Platz
Frauen, 500 Meter Zeitfahren: 10. Platz

### Ringen
- Eddy Bartolozzi
Mittelgewicht, griechisch-römisch: 11. Platz

- Rafael Barreno
Superschwergewicht, griechisch-römisch: 12. Platz

### Schießen
- Felipe Beuvrín
Luftpistole: 30. Platz
Freie Pistole: 34. Platz

- María Gabriela Franco
Frauen, Luftpistole: 39. Platz
Frauen, Sportpistole: 37. Platz

### Schwimmen
- Francisco Sánchez
100 Meter Freistil: 50. Platz
4 × 100 Meter Freistil: 17. Platz
100 Meter Schmetterling: 29. Platz

- Francisco Páez
200 Meter Freistil: 35. Platz
4 × 100 Meter Freistil: 17. Platz

- Ricardo Monasterio
400 Meter Freistil: 23. Platz
1500 Meter Freistil: 15. Platz

- Oswaldo Quevedo
4 × 100 Meter Freistil: 17. Platz
100 Meter Schmetterling: 39. Platz

- Carlos Santander
4 × 100 Meter Freistil: 17. Platz

### Segeln
- Yamil Saba
Winsurfen: 27. Platz

### Synchronschwimmen
- Jenny Castro
Duett: 21. Platz

- Virginia Ruíz
Duett: 21. Platz

### Taekwondo
- Adriana Carmona
Frauen, Klasse über 67 kg: 5. Platz

### Tennis
- Jimy Szymanski
Doppel: 9. Platz

- José de Armas
Doppel: 9. Platz

- María Vento-Kabchi
Frauen, Einzel: 17. Platz
Frauen, Doppel: 5. Platz

- Milagros Sequera
Frauen, Doppel: 5. Platz

### Tischtennis
- Fabiola Ramos
Frauen, Einzel: 49. Platz
Frauen, Doppel: 33. Platz

- Luisana Pérez
Frauen, Doppel: 33. Platz

### Triathlon
- Gilberto González
Einzel: 37. Platz

### Turnen
- Arlen Lovera
Frauen, Mehrkampf: 49. Platz in der Qualifikation
Frauen, Boden: 72. Platz in der Qualifikation
Frauen, Pferdsprung: 59. Platz in der Qualifikation
Frauen, Schwebebalken: 46. Platz in der Qualifikation
Frauen, Stufenbarren: 52. Platz in der Qualifikation

### Wasserspringen
- Luis Villarroel
Kunstspringen: 21. Platz
Turmspringen: 35. Platz

- Ramón Fumadó
Kunstspringen: 28. Platz

- Alejandra Fuentes
Frauen, Kunstspringen: 37. Platz